# Benedikt Quarch
Benedikt Martin Quarch (* 1993 in Aachen) ist ein deutscher Unternehmer und Autor.

## Leben
Quarch besuchte das Bischöfliche Pius-Gymnasium Aachen und gewann als Abiturient mit drei Mitschülern den Deutschen Gründerpreis für Schüler mit einem „Geschäftskonzept für die Vermarktung von Werbeflächen auf Zäunen“. Quarch studierte als Stipendiat der Studienstiftung des deutschen Volkes Jura und Betriebswirtschaftslehre an der EBS Universität in Wiesbaden und der McGill University in Montréal. Für seine Leistungen beim ersten juristischen Staatsexamen zeichnete ihn die Justizministerin des Landes Hessen als besten Absolventen des Jahres 2016 aus. Im Jahr 2019 promovierte er an der EBS Law School in Wiesbaden mit einer Arbeit zur Europäischen Regulierung des Crowdlendings. Quarch ist Autor mehrerer juristischer Fachbücher.
2016 gründete Quarch mit zwei Partnern das Düsseldorfer LegalTech-Unternehmens RightNow, in das u. a. der Unternehmer Carsten Maschmeyer investiert hat. Das Startup gewann 2021 den zweiten von drei Fast 50 Awards von Deloitte.
Quarch wurde im Jahr 2020 in das Forbes-Ranking Forbes 30 Under 30 aufgenommen.
2020 bis 2021 war er Host des Gründer-Podcasts Quarch & Phil.
Der juristische Fachverlag Juve zeichnete ihn im Jahr 2023 als einen der 40 unter 40 aus.
RightNow musste im Februar 2025 wegen Zahlungsunfähigkeit Insolvenz anmelden. Bis dahin waren 33,5 Millionen Euro vor allem aus Quellen in Liechtenstein und den Cayman-Inseln in das Unternehmen geflossen, das nie profitabel war. Der Insolvenz ging ein Gesellschafterstreit voraus – bereits im Juni 2024 hatten die anderen Gesellschafter vergeblich versucht, Quarch als Geschäftsführer abzuberufen. Quarch betreibt seither ein Inkassobüro.

## Publikationen

### Wissenschaftliche Artikel
- Die Bedeutung von Daten für die Geltendmachung von Verbraucherrechten im LegalTech-Zeitalter, Legal Revolution 2020, 111.
- Von Brasilien lernen – wie Richter von zu Hause aus die Justiz digitalisieren, Legal Revolution 2021, 58.
- Gerichtsverfahren, quo vaditis?, Legal Revolution 2020, 224.
- mit Johanna Hähnle: Zurück in die Zukunft: Gedanken zur Automatisierung von Gerichtsverfahren. NJOZ 2020, 1281.
- mit Pierre Plottek: Anwaltschaft und Legal Tech – wächst zusammen, was zusammengehört? – Zur Erstattung vorgerichtlicher Rechtsanwaltskosten bei Vertretung eines Fluggastrechte geltend machenden LegalTech-Unternehmens. NZV 2020, 401.

### Bücher
- Staatshaftungsrecht, C.H. Beck, München 2018, zusammen mit Martin Will, ISBN 978-3-406-72198-4.[17]
- Die Europäische Regulierung des Crowdlendings – ein interdisziplinärer und rechtsvergleichender Beitrag zu den rechtlichen Herausforderungen der FinTech-Disruption, Mohr Siebeck, Tübingen 2020, ISBN 978-3-16-159318-5
- Staatshaftung in der Coronakrise – Ansprüche bei rechtmäßigen und unrechtmäßigen COVID-19-Schutzmaßnahmen, Nomos, Baden-Baden 2020, zusammen mit Dennis Geißler, Pierre Plottek, Melanie Epe, ISBN 978-3-8487-6999-5
- Legal Tech, Springer, Berlin 2022, zusammen mit Clemens Engelhardt, ISBN 978-3-658-36359-8